# Verband Deutscher Techniker
Der Verband Deutscher Techniker e.V. (VDT) war ein gewerkschaftlicher Berufsverband mit Sitz in Hamburg. Der VDT gehörte dem Dachverband Christlicher Gewerkschaftsbund (CGB) an.
Nach eigener Darstellung wurde der Verband Deutscher Techniker 1919 in Essen gegründet. Nach einem Verbot 1933 erfolgte im Jahre 1952 eine Neugründung.
Der Verband vertrat die Arbeitnehmer auch in Verwaltungsräten wie der Techniker Krankenkasse. Vorsitzender war Hubert Ringhoff. Der VDT war Mitglied in der umstrittenen Tarifgemeinschaft Christlicher Gewerkschaften, jedoch spätestens im Oktober 2014 wieder ausgetreten.
Mindestens seit September 2012 wird der VDT nicht mehr in der Liste der Einzelgewerkschaften des CGB geführt.